# Marisora
Marisora – rodzaj jaszczurek z podrodziny Mabuyinae w rodzinie scynkowatych (Scincidae).

## Zasięg występowania
Rodzaj obejmuje gatunki występujące w Meksyku, Kostaryce, Panamie, Nikaragui, Hondurasie, Gwatemali, Belize, na Saint Vincent i Grenadyny (Saint Vincent),  Tobago, w Wenezueli i Kolumbii. 

## Systematyka

### Etymologia
Marisora: łac. mare, maris „morze”; ora „wybrzeże, brzeg”. 

### Podział systematyczny
Do rodzaju należą następujące gatunki: 
- Marisora alliacea
- Marisora aquilonaria[4]
- Marisora aurulae
- Marisora berengerae
- Marisora brachypoda
- Marisora falconensis
- Marisora lineola[4]
- Marisora magnacornae
- Marisora pergravis
- Marisora roatanae
- Marisora syntoma[4]
- Marisora unimarginata
- Marisora urtica[4]